# Mikogo
Mikogo je aplikace na sdílení pracovní plochy, kterou je možné využívat i pro webináře, on-line setkání, webové prezentace a další. Umožňuje přednášejícímu sdílet nejen pracovní plochu, ale i jakékoliv aplikace a dokumenty. Dá se říci, že to co vidí přednášející na své obrazovce, vidí i posluchači. Mikogo nabízí kromě několika placených účtů i účet zdarma, který obsahuje neomezený počet setkání, neomezený VoIP, ale pouze některé nástroje. V registračním balíčku je automaticky zahrnuta 14denní zkušební verze zdarma, kde je možný neomezený komerční účel až pro 25 účastníků, whiteboard pro více účastníků, integrace webové stránky a další.

## Registrace
Registrace je velmi jednoduchá. Na úvodní straně je viditelná registrační tabulka, která vyžaduje jméno, příjmení, e-mail a heslo. Poté se objeví informace, abychom si aplikaci stáhli do počítače dle typu operačního systému a typu zařízení. Mikogo je možné instalovat i na systémy Android a iOS. Po jednoduché instalaci se aplikace sama otevře a po kliknutí na ikonu Start je zahájena relace. Mezitím zájemce obdrží e-mail s přihlašovacími údaji, odkazem na uživatelskou příručku a prosbou o sdílení informací o aplikaci Mikogo kolegům atd.

## Základní funkce
Mikogo nenabízí možnost přenosu obrazu z webové kamery, což může být pro přednášejícího i udržení pozornosti studentů problém. Setkáváme se zde však s dvěma možnostmi přenosu hlasu. Jednou z nich je klasický přenos VoIP, ale je zde také možnost telefonování na zvolené číslo. Setkáváme se zde opět s veřejným i privátním chatem. Platforma neumožňuje měnit velikost čehokoliv.

## Sdílení
Mikogo, jak bylo zmíněno výše, je především aplikace, která umožňuje sdílení obrazovky a je pouze na nás, co sdílet dovolíme. Při kliknutí na Výběr aplikace se nám objeví vše, co jsme měli do této chvíle otevřené. To může být nepříjemné z toho důvodu, že účastníci vidí vše, co otevřeme a až poté můžeme sdílení zakázat. Dále je zde možnost sdílení souborů, kde vybereme soubor a konkrétního příjemce.

## Pokročilé funkce
Přednášející má možnost nastavit pravomoce studentů. Lze jim povolit či zakázat přenášení souborů, vidět seznam účastníků, nahrávání obrazovky ad. Mikogo umožňuje i nahrávání výuky, avšak záznam je uložen ve formátu B4S, který nelze běžnými přehrávači spustit, ale v aplikaci je již zahrnut Mikogo Session Player. Dále je zde možnost whiteboardu, kde lze měnit barvy, tvary a je možné výsledný obrázek uložit jako soubor BMP. Každý z účastníků má u svého jména možnost si vybrat z několika emotikon: souhlas, nesouhlas, pomaleji, rychleji, mám otázku, chtěl bych něco říct a další.

## Nastavení
V nastavení lze zvolit jazyk, ve kterém je prostředí nastaveno (i český jazyk) nebo nastavit kvalitu zobrazení. Rovněž lze nastavit mikrofon, hlasitost a kvalitu zvuku.

## Typy účtů
Mikogo nabízí několik variant účtů: Basic, Professional, Most Popular Team a Enterprise. Nejjednodušší účet Basic nabízí 1 hostitele a omezení na 3 účastníky na jedno sezení ve stejný čas. Ostatní účty nabízí až 25 účastníků a liší se pouze v počtu hostitelů a počtu sezení. Platbu lze provádět měsíčně či ročně.

## Využívání systému v ČR
Mikogo využívá v České republice např. společnost eWay System s.r.o., která se zaměřuje na informační systémy, které jsou zaměřeny na projektové řízení. Platformu využívá, jak pro interní účely, tak i pro komunikaci se zákazníky.